# Juan Héctor Guidi
Juan Héctor Guidi (* 14. Juli 1930 in Avellaneda; † 8. Februar 1973 in Buenos Aires) war ein argentinischer Fußballspieler. Der 37-fache Nationalspieler war für CA Lanús sowie CA Independiente aktiv.

## Karriere
Juan Héctor Guidi wurde am 14. Juli 1930 in Avellaneda, einem industriellen Vorort der argentinischen Hauptstadt Buenos Aires, geboren. Bereits früh kam er zum Verein CA Lanús, wo er 1949 mit neunzehn Jahren in die erste Mannschaft aufgenommen wurde, nachdem er zuvor bei einem unterklassigen Verein namens Club Unidos de Piñeiro gekickt hatte. Der Mittelfeldspieler blieb CA Lanús so gut wie seine gesamte restliche Laufbahn treu und machte insgesamt 320 Ligaspiele für den Verein, in denen ihm zehn Torerfolge gelangen. In einer ersten Phase stand Juan Héctor Guidi von 1949 bis 1961 für Lanús auf dem Platz. Bereits in seiner zweiten Saison im Klub gelang dabei mit dem Gewinn der Zweitligameisterschaft der Aufstieg in die Primera División. Dort konnte sich Lanús etablieren und spielte in der Folge bis 1961 erstklassig. In besagter Spielzeit wurde dem Verein die Lizenz entzogen und man musste, obwohl in der Tabelle auf einem Mittelfeldrang gelandet, wieder in die Primera B absteigen.
Juan Héctor Guidi verließ daraufhin Lanús und wechselte zu CA Independiente in seine Geburtsstadt Avellaneda. Bei Independiente konnte er sich jedoch nicht durchsetzen und machte gerade einmal zwölf Spiele im Ligabetrieb. In der Primera División wurde der vierte Rang erzielt. Nach Ende der Saison 1962 kehrte Guidi zu CA Lanús zurück und verbrachte dort den kompletten Rest seiner sportlichen Karriere. Von 1963 bis 1970 spielte er weitere acht Jahre für den Verein und komplettierte seine 320 Spiele in der Liga.
Zwischen 1956 und 1961 wurde Juan Héctor Guidi zudem in insgesamt 37 Länderspielen für die argentinische Fußballnationalmannschaft eingesetzt. Ein Treffer gelang ihm hierbei nicht. Beim Campeonato Sudamericano 1957 in Peru stand er im Aufgebot der argentinischen Auswahl, die die Südamerikameisterschaft mit 10:2 Punkten vor Brasilien für sich entscheiden konnte. Für die Fußball-Weltmeisterschaft im darauffolgenden Jahr wurde er von Nationaltrainer Guillermo Stábile allerdings nicht berücksichtigt.
Juan Héctor Guidi starb bereits 1973 im Alter von nur 42 Jahren in Buenos Aires. Heute trägt eine Kreuzung vor dem Estadio Ciudad de Lanús – Néstor Díaz Pérez den Namen des langjährigen Spielers des Klubs.

## Erfolge
- Copa América: 1×

1957 mit der argentinischen Nationalmannschaft
- Primera B: 2×

1950 und 1964 mit CA Lanús